# Wiener Kasperl- und Zauberoper
Als Wiener Kasperl- und Zauberoper oder Alt-Wiener Zauberoper bezeichnet man einen Singspiel-Typus, der sich in Wien in der zweiten Hälfte des 18. Jahrhunderts etablierte. Ihr Vorbild war die französische Opéra comique. Die Zauberoper ist ein Operngenre des Alt-Wiener Volkstheaters, das sich ans spätbarocke Hoftheater anlehnt und sich gleichzeitig von ihm distanziert. Wolfgang Amadeus Mozarts Die Zauberflöte ist die heute bekannteste Oper, die diesem Genre zugeordnet wird.
Typisch für die Zauberoper ist eine Handlung, in der die Liebe über vielerlei Gefahren siegt und die sozial niederen Figuren gegenüber den Aristokraten aufgewertet werden. Handelnde Charaktere sind nicht nur reale Menschen, sondern auch Gespenster, Zauberer, wilde Tiere und Fabelwesen. Gute und böse Mächte beeinflussen den Fortgang der Handlung. Daneben ist die Handlung meist eher komisch als tragisch, weil das Tragische den Hoftheatern vorbehalten war. Das mythologische Personal der Barockoper wird mit den damals moderneren märchenhaften Figuren gemischt. Zur traditionellen orientalischen Exotik treten neuere Elemente des „Fremden“ wie die Ägypten-Mode, die sich in der Zauberflöte niederschlägt.
Diese Singspiele, die sich vor allem unter dem Intendanten des Leopoldstädter Theaters Karl von Marinelli zunehmend als „deutsche Opern“ etablierten, zeichneten sich als „Maschinenkomödien“ vor allem durch eine sehr aufwändige Bühnentechnik sowie prunkvolle Kostüme und Bühnenbilder aus. Häufig spielen Musikinstrumente eine zentrale Rolle, die eine positive (nicht dämonische) Zauberwirkung haben: Neben Mozarts Zauberflöte werden auch Wenzel Müllers Singspiel Der Fagottist, oder: Die Zauberzither und die Stücke von Karl Friedrich Hensler als exemplarischer Vertreter dieses Genres genannt. Späte satirisch überspitzte Zauberopern sind Johann Nestroys Parodien im Alt-Wiener Volkstheater. Richard Wagner hat Stilelemente der Zauberoper für sein Musikdrama weiterentwickelt.